# Colector (mecánica)

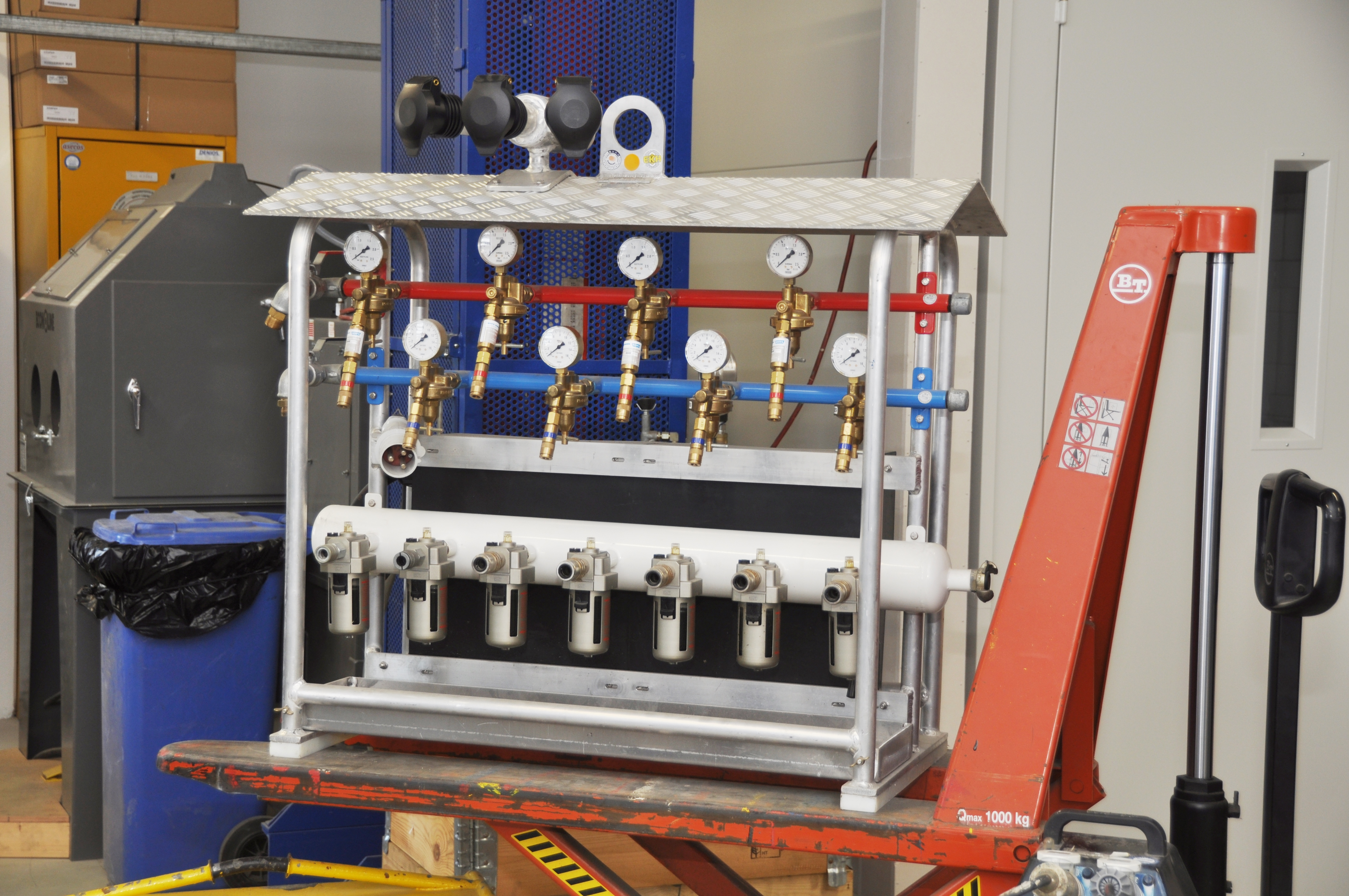
Colector industrial

El colector es un tubo o conducto ancho que se bifurca en unos conductos o canalizaciones más pequeñas.
Los tipos de colectores que podemos ver son:
- Colector (motor)
  - Colector de escape, parte del motor que pasa los gases de los cilindros al tubo de escape.
  - Colector de admisión o de entrada, parte del motor que realiza la mezcla de aire y combustible en los cilindras.
- Colector hidráulico, un componente utilizado para regular los fluidos sel sistema hidráulico, controla la transferencia de potencia entre actuadores y bombas.
- Línea de Schlenk, un aparato utilizado en química para manipular el paso de gases.